# Joan Sallarès i Pla
Joan Sallarès i Pla (Sabadell, Vallès Occidental, 13 de novembre de 1845 - 20 de novembre de 1901) fou un industrial i polític conservador. Fou l'avi matern de l'escriptor Joan Oliver i Sallarès, Pere Quart i una de les personalitats més destacades de la burgesia local, capdavanter del proteccionisme a tot l'estat.

## Biografia
La seva família tenia una fàbrica tèxtil al carrer del Jardí de Sabadell. Des de molt jove es va posar a treballar a la fàbrica del pare, va agafar molta experiència en el negoci i va fer la fàbrica més gran i més moderna. Amb 23 anys, Joan Sallarès ja s'havia convertit en un home conegut i va ser nomenat regidor de l'Ajuntament de Sabadell.
Tenia una visió molt paternalista respecte els obrers, mostres d'aquesta es poden veure a La cuestión de las ocho horas i El Trabajo de las mujeres y los niños
“Si damos al obrero ocho horas para el sueño y ocho para el trabajo ¿En qué ocupará las restantes? ¿Descansará? ¿Después de las ocho horas de sueño, con un trabajo por lo general no muy fatigoso, el tal descanso se convertirá en fastidio o fatiga?… Con más horas libres y menos jornal ¿Qué va a hacer el obrero? ¿Quién refrenará las pasiones hijas de la ociosidad?”

“(…) un ideal utopico, el que se propone elevar la enseñanza a un grado tal, que exigiria al obrero seguir largos cursos a la conclusión de los cuales se encontraría con escasa ventaja práctica para el desempeño de su trabajo. No debe olvidarse que a la postre, el sitio del obrero es la fábrica y el taller”
El 1947 el Gremi de Fabricants creà l'Institut Sallarès i Pla d'Estudis Tècnics, Econòmics i Socials. L'Escola Sallarès i Pla, situada al costat del Parc Central del Vallès, porta el seu nom. A la plaça del Dr. Robert, darrere l'Ajuntament, hi ha un monument a la seva memòria, obra de Josep Clarà.
L'11 d'octubre de 1945 Sabadell li dedicà un carrer.